# Nathan Lane
Joseph Nathan Lane (Jersey City, 3 de fevereiro de 1956) é um ator estadunidense.

## Filmografia

### No cinema
| Ano  | Título                                                                                 | Personagem               | Notas         |
| ---- | -------------------------------------------------------------------------------------- | ------------------------ | ------------- |
| 1987 | Ironweed                                                                               | Harold Allen             |               |
| 1990 | The Lemon Sisters                                                                      | Charlie Sorrell          |               |
| 1990 | Joe Versus the Volcano                                                                 | Baw, Waponi Advance Man  |               |
| 1991 | He Said, She Said                                                                      | Wally Thurman            |               |
| 1991 | Frankie and Johnny                                                                     | Tim                      |               |
| 1993 | Life with Mikey                                                                        | Ed Chapman               |               |
| 1993 | Addams Family Values                                                                   | Desk Sergeant            |               |
| 1994 | The Lion King                                                                          | Timon                    | Voz           |
| 1995 | Jeffrey                                                                                | Father Dan               |               |
| 1996 | The Birdcage                                                                           | Albert Goldman           |               |
| 1996 | Around the World with Timon & Pumbaa                                                   | Timon                    | Voz           |
| 1997 | MouseHunt                                                                              | Ernest "Ernie" Smuntz    |               |
| 1998 | The Lion King II: Simba's Pride                                                        | Timon                    | Voz           |
| 1998 | The Emperor's New Clothes: An All-Star Illustrated Retelling of the Classic Fairy Tale | The Imperial Dresser     | Voz           |
| 1999 | Stuart Little                                                                          | Snowbell                 | Voz           |
| 1999 | At First Sight                                                                         | Phil                     |               |
| 1999 | Get Bruce!                                                                             | Himself                  | Documentário  |
| 2000 | Isn't She Great                                                                        | Irving Mansfield         |               |
| 2000 | Love's Labours Lost                                                                    | Costard                  |               |
| 2000 | Titan A.E.                                                                             | Preed                    | Voz           |
| 2000 | Trixie                                                                                 | Kirk Stans               |               |
| 2002 | Stuart Little 2                                                                        | Snowbell                 | Voz           |
| 2002 | Austin Powers in Goldmember                                                            | Mysterious Disco Man     |               |
| 2002 | Nicholas Nickleby                                                                      | Vincent Crummles         |               |
| 2004 | Teacher's Pet                                                                          | Spot AKA Scott Leadready | Voz           |
| 2004 | Win a Date with Tad Hamilton!                                                          | Richard Levy the Driven  |               |
| 2004 | The Lion King 1½                                                                       | Timon                    | Voz           |
| 2005 | The Producers                                                                          | Max Bialystock           |               |
| 2007 | Trumbo                                                                                 | Himself                  | Documentário  |
| 2008 | Swing Vote                                                                             | Art Crumb                |               |
| 2009 | Astro Boy                                                                              | Hammegg                  | Voz           |
| 2010 | I'm Still Here                                                                         | Nathan Lane              | Não creditado |
| 2010 | The Nutcracker                                                                         | Uncle Albert             |               |
| 2012 | Mirror Mirror                                                                          | Brighton                 |               |
| 2013 | The English Teacher                                                                    | Mr. Kapinas              |               |
| 2016 | Carrie Pilby                                                                           | Dr. Petrov               |               |
| 2016 | No Pay, Nudity                                                                         | Herschel Thalkin         |               |
| 2017 | The Vanishing of Sidney Hall                                                           | Harold                   |               |
| 2017 | National Theatre Live: Angels in America                                               | Roy Cohn                 |               |

### Na televisão
| Ano        | Título                                            | Personagem                        | Notas                                                     |
| ---------- | ------------------------------------------------- | --------------------------------- | --------------------------------------------------------- |
| 1981       | Jacqueline Susann's Valley of the Dolls           | Stage Manager                     | Telefilme                                                 |
| 1982       | One of the Boys                                   | Johnathan Burns                   | 13 episódios                                              |
| 1983       | Great Performances                                | Mouse                             | Episódio: "Alice in Wonderland"                           |
| 1985       | Miami Vice                                        | Morty Price                       | Episódio: "Buddies"                                       |
| 1989–1991  | The Days and Nights of Molly Dodd                 | Bing Shalimar                     | 3 episódios                                               |
| 1995       | Frasier                                           | Phil                              | Episódios: "Fool Me Once, Shame on You, Fool Me Twice..." |
| 1995       | Timon & Pumbaa                                    | Timon                             | Voz 10 episódios                                          |
| 1996       | The Boys Next Door                                | Norman Bulansky                   | Telefilme                                                 |
| 1997       | Merry Christmas, George Bailey                    | Clarence                          | Telefilme                                                 |
| 1998       | Mad About You                                     | Nathan Twilley                    | Episode: "Good Old Reliable Nathan"                       |
| 1998–1999  | Encore! Encore!                                   | Joseph Pinoni                     | 13 episódios                                              |
| 1999–2000  | George and Martha                                 | George                            | Voz 26 episódios                                          |
| 2000       | The Man Who Came to Dinner                        | Sheridan Whiteside                | Ao vivo                                                   |
| 2000–2002  | Teacher's Pet                                     | Spot Helperman/Scott Leadready II | Voz 34 episódios                                          |
| 2001       | Laughter on the 23rd Floor                        | Max Prince                        | Telefiilme                                                |
| 2002       | Sex and the City                                  | Bobby Fine                        | Episódio: "I Love a Charade"                              |
| 2003       | Charlie Lawrence                                  | Charlie Lawrence                  | 7 episódios                                               |
| 2004       | Curb Your Enthusiasm                              | Nathan Lane                       | Episódio: "Opening Night"                                 |
| 2004       | Absolutely Fabulous                               | Kunz                              | Episódio: "White Box"                                     |
| 2007       | 30 Rock                                           | Eddie Donaghy                     | Episódio: "The Fighting Irish"                            |
| 2010–2019  | Modern Family                                     | Pepper Saltzman                   | 10 episódios                                              |
| 2012–2014  | The Good Wife                                     | Clarke Hayden                     | 15 episódios                                              |
| 2014       | The Money                                         | Gordon McCarren                   |                                                           |
| 2016       | The People v. O. J. Simpson: American Crime Story | F. Lee Bailey                     | 8 episódios                                               |
| 2016       | Difficult People                                  | Himself                           | Episódio: "Kessler Epstein Foundation"                    |
| 2016       | Maya & Marty                                      | Connor Grayfield                  | Episódio: "Steve Martin & Tina Fey"                       |
| 2018       | The Blacklist                                     | Abraham Stern                     | Episódio: "Abraham Stern (No. 100)"                       |
| 2019       | Penny Dreadful: City of Angels                    | Lewis Michener                    | Elenco principal                                          |
| 2021– 2022 | Only Murders in the Building                      | Teddy Dimas                       | 7 episódios                                               |

## Prêmios
- 1996: Globo de Ouro de Melhor Ator - Comédia/Musical, por The Birdcage (indicado).
- 1996: MTV Movie Awards de Melhor Dupla, por The Birdcage (indicado)
- 2005: Globo de Ouro de Melhor Ator - Comédia/Musical, por The Producers (indicado).
- 2022: Only Murders in the Building | Emmy Awards melhor ator convidado em série de comédia.